# Empleo fijo

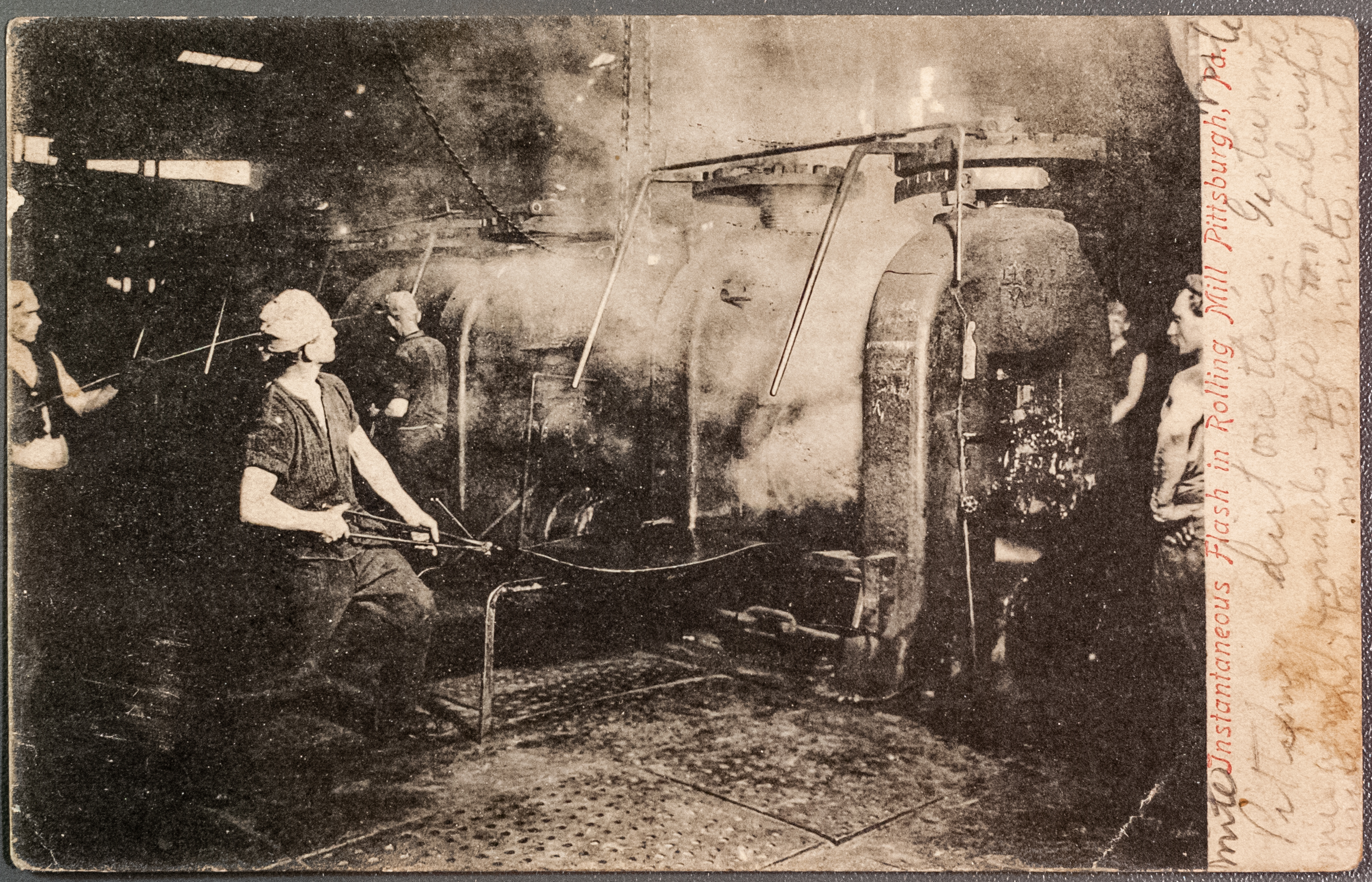
Trabajadores de una acería en Pittsburgh. Los trabajadores de fundiciones suelen ser empleados fijos.

Un empleo fijo, trabajo fijo o puesto fijo es el que tiene una persona trabajadora ligada a una empresa o un organismo por un contrato laboral que no establece una fecha de terminación (contrato fijo o contrato indefinido, mientras que los empleados temporales están ligados por un contrato de trabajo de duración determinada o contrato temporal). 
Aunque varía mucho de país a país, los empleados fijos generalmente reciben más beneficios laborales que los empleados temporales, como seguro médico, vacaciones pagadas, baja por enfermedad o contribuciones a un plan de pensiones. Pueden tener mayor facilidad para cambiar de puesto de trabajo dentro de sus compañías o para sindicarse. Incluso en los países donde no hay prácticamente restricciones al despido, los trabajadores fijos están más protegidos frente a este que los temporales y reciben una mayor indemnización.
Que una empresa cambie a fijo el contrato de un trabajador temporal se considera una recompensa para ese trabajador, una muestra de confianza y un suministro de estabilidad vital.

Y estaban tan contentos con ella que acabaron encomendándole los arreglos de las prendas más delicadas de todas las tiendas... No tardaron en hacerla fija, dándole de alta en la seguridad social y disfrutando de un mes de vacaciones y dos pagas extraordinarias al año.

Con la excepción de Corea del Sur, donde la prolija normativa hace casi imposible despedir a los empleados fijos, el que una persona obtenga un empleo fijo raramente significa que permanezca en ese empleo durante toda su vida laboral. En el sector privado, con las excepciones de la permanencia académica y de Japón (donde es habitual el empleo de por vida en la misma empresa) tales casos son raros; la ocupación permanente es de lejos más común en el sector público, donde se utiliza a menudo para fortalecer la independencia de la Función pública frente a los impulsos políticos.
El empleo fijo o contratación indefinida se considera frecuentemente el "patrón oro" para la calidad de vida del empleado y desarrollo de la sociedad, porque da estabilidad y tranquilidad a la ciudadanía. Se ha visto que el empleo fijo da mejores resultados de desarrollo social a largo plazo, por razones como la circulación constante de riqueza a través de los salarios, una sociedad más pacífica, la actualización regular de las habilidades de los empleados por sus empresas (formación continua), etc.

## Ejemplos concretos
- Socio en una firma de abogados
- Permanencia académica
- Funcionarios públicos

## Ejemplos regionales

### Empleo de por vida en Japón

#### Definición
Una versión japonesa del empleo fijo, a menudo relacionada con el empleo de por vida, es el shūshin koyō (終身雇用 ), definido como contrato vitalicio. El término originalmente era "compromiso vitalicio del trabajador con la empresa" y fue acuñado por James Abegglen en su libro La Fábrica japonesa.

#### Origen
El empleo vitalicio japonés se originó en las grandes compañías alrededor de 1910 y se extendió durante el periodo de crecimiento económico que siguió a la Segunda Guerra Mundial. Antes de la guerra, las compañías japonesas se financiaban más directamente. Sin embargo, cuando el Gobierno empezó a tomar control de los Zaibatsu (conglomerados japoneses), los accionistas tuvieron dificultades para ejercer su influencia en ellos. En aplicación de las políticas de ocupación de Japón por Estados Unidos, tras la derrota militar, el Comandante supremo de las Potencias Aliadas (GHQ por sus siglas en inglés) disolvió los Zaibatsu, y los sindicatos nacientes empezaron a reivindicar mejores condiciones laborales.

#### Importancia
Este empleo vitalicio desempeñó un papel importante en la prosperidad económica de Japón. Se añadía a la tendencia a buscar la igualdad y la lealtad entre el empleado y el empresario, basadas en la norma confuciana. 
En las corporaciones industriales, el sistema de salarios anticipa que el empleado mejore su productividad a lo largo de su vida laboral. Por esta razón, durante la primera mitad del contrato la productividad del trabajo es inferior al sueldo, pero en la segunda mitad es superior.

## Trabajador fijo discontinuo
Un trabajador fijo discontinuo tiene un contrato fijo que únicamente lo liga a la empresa durante algunos meses al año (por ejemplo, el período vacacional de julio, agosto y septiembre). Es una modalidad de contratación que existe en España desde 1976. Fuera de este período, el trabajador no es despedido, sino que, en principio, pasa a la inactividad, aunque si se pone a buscar trabajo cuenta como trabajador activo y como desempleado, hasta que, en su caso, encuentre un empleo. En todo caso se trata de una modalidad de contratación minoritariaː en el último trimestre de 2022 la Encuesta de Población Activa contabilizaba en España 17 361 500 asalariados, de los que solo eran fijos discontinuos 594 200, un 3,4 %.